# Jānis Balodis
Jānis Balodis, latvijski general, * 1881, † 1965.